# 南部汽车站 (地铁)
南部汽车站地铁站是一个位于中华人民共和国云南省昆明市官渡区矣六街道彩云北路以东，螺蛳湾商贸城以南，紧临南部汽车站，属于是昆明地铁1号线的地铁车站，该站于2010年5月1日全面开工建设，2013年5月20日投入运营。

## 车站楼层
| 地上二层 站台层 |                                        | █ 1号线往北部汽车站（新亚洲体育城）                           |
| 地上二层 站台层 | 岛式站台，左侧開门                     |                                                               |
| 地上二层 站台层 | █ 1号线出库/回库线（不开放上车）       |                                                               |
| 地上二层 站台层 | █ 1号线往大学城南/昆明南火车站（斗南） |                                                               |
| 地上二层 站台层 | 侧式站台，右侧開门                     |                                                               |
| 地面层 站厅层   | 站厅                                   | A-C出入口、票务服务、自动售票机、一卡通充值、安检、进出站闸机 |

## 出口
该站设有3个出口：
|          | 编号             | 地点                                     | 建议前往的目的地 | 照片 |
| 出口 · A | 彩云北路、商博路 | 观云海小区、中国民生银行昆明分行总部大楼 |                  |      |
| 出口 · B | 彩云北路、商博路 | 南部汽车客运站                           |                  |      |
| 出口 · C | 彩云北路         | 南部汽车站站前广场                       |                  |      |